# Нельсон, Горацио

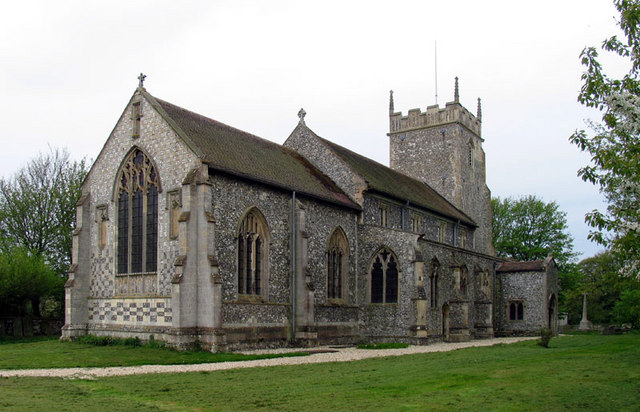
Англиканская приходская церковь, настоятелем которой служил отец Нельсона, преподобный Эдмунд Нельсон (1722—1802). Бёрнем-Торп, графство Норфолк. Современная фотография.

Виконт (с 1801; с 1798 года — барон) Гора́цио Не́льсон (англ. Horatio Nelson; 29 сентября 1758, Бёрнем-Торп, графство Норфолк — 21 октября 1805, мыс Трафальгар, Испания) — британский флотоводец, вице-адмирал (1 января 1801). Командующий британским флотом в ходе триумфальных для англичан Абукирского и Трафальгарского сражений. Национальный герой Великобритании.

## Биография

### Детство и юность
Родился в семье англиканского приходского священника преподобного Эдмунда Нельсона (1722—1802) и его супруги Кэтрин, урождённой Саклинг (1725—1767). Род Нельсонов был богословским. Священниками служили три поколения мужчин этой семьи. В семье Эдмунда Нельсона было одиннадцать детей, воспитывал он их строго, любил порядок во всём, считал свежий воздух и физические упражнения очень важными в деле воспитания, искренне верил в Бога, считал себя истинным джентльменом и отчасти даже учёным. Горацио рос болезненным ребёнком, небольшого роста, но с живым характером. В 1767 году умерла мать Горацио — Кэтрин Нельсон — в возрасте сорока двух лет. Эдмунд Нельсон после смерти супруги так и не женился. Горацио особенно сблизился с братом Уильямом, который впоследствии пошёл по стопам отца и стал священником. Горацио отучился в двух школах: начальной Даунем-Маркет и средней в Норвиче, изучил Шекспира и основы латыни, но склонности к учёбе у него не было.

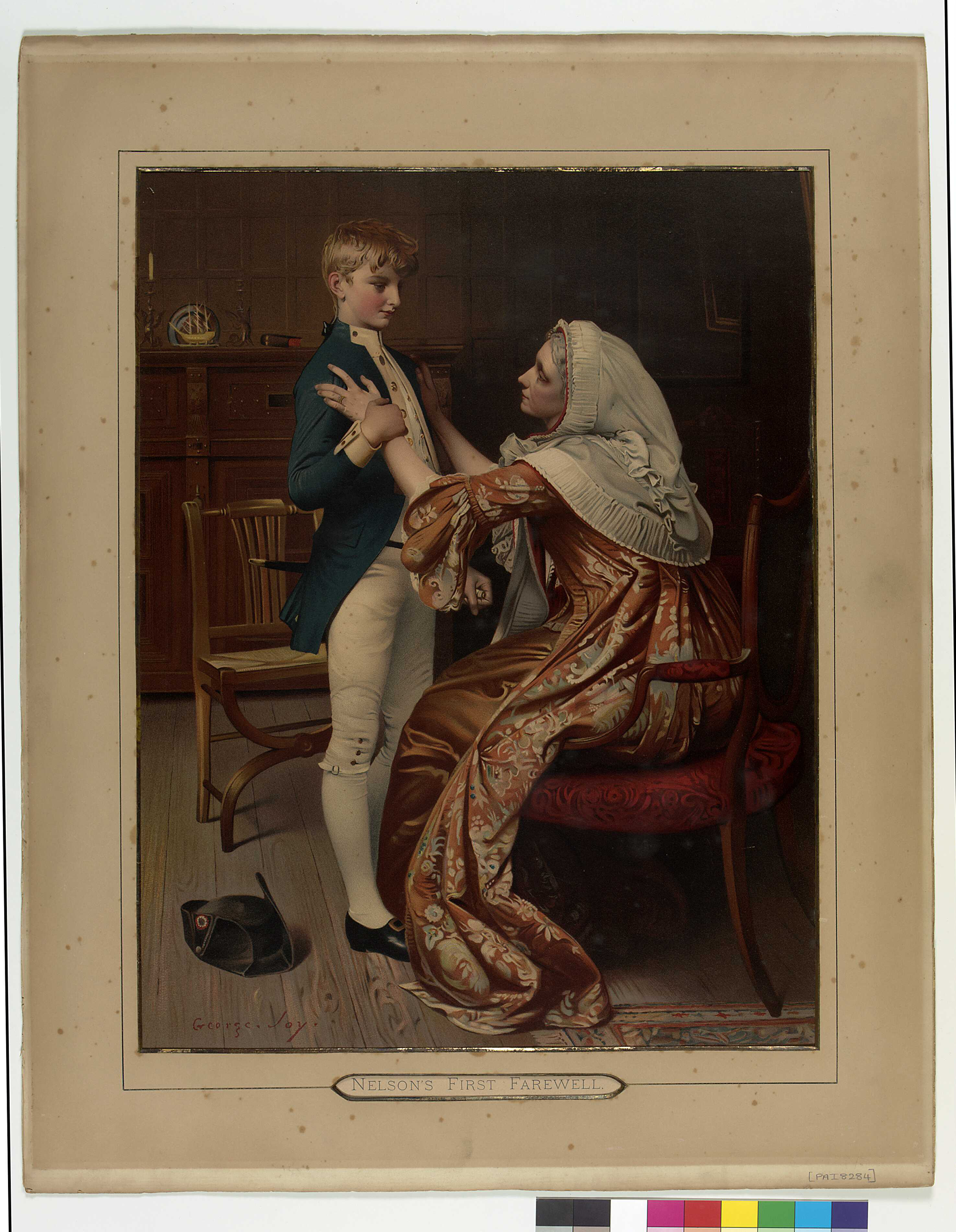
13-летний Нельсон в новой униформе мичмана прощается с бабушкой перед своим первым плаванием (литография 1904 года по оригиналу Джорджа Джоя).

В 1771 году, в возрасте 13 лет, Нельсон поступил мичманом (англ. Midshipman) на корабль своего дяди, капитана Мориса Саклинга, героя Семилетней войны. Реакция дяди на желание Горацио поступить на флот была следующей: «Чем провинился бедный Горацио, что именно ему, самому хрупкому из всех, придётся нести морскую службу? Но пусть приезжает. Может, в первом же бою пушечное ядро снесёт ему голову и избавит от всех забот!»
Помимо того что Нельсон был хрупкого телосложения, оказалось, что он ещё и страдает сильной морской болезнью.
Вскоре дядюшкин корабль «Резонабль» был поставлен на консервацию, и Нельсона по просьбе дяди перевели на линейный корабль «Триумф». Капитан «Триумфа» собирался идти в Вест-Индию, и именно в этом рейсе молодой Нельсон получил первые навыки морской службы. Впоследствии Нельсон вспоминал о первом плавании: «Если я и не преуспел в своём образовании, то, во всяком случае, приобрёл много практических навыков, отвращение к Королевскому флоту и усвоил девиз матросов: „В борьбе за награды и славу вперёд, отважный моряк!“» Затем он работал вестовым на другом корабле. После этого Саклинг забрал племянника к себе на «Триумф» в качестве мичмана. Корабль нёс дозорную службу, а капитан Саклинг занимался морским образованием племянника. Под руководством дяди Горацио овладел основами навигации, научился читать карту и исполнять обязанности канонира. Вскоре молодой Нельсон получил в своё распоряжение баркас и ходил на нём в устьях Темзы и Мидуэя.
Летом 1773 года была организована полярная экспедиция под руководством Константина Фиппса, в составе которой был и четырнадцатилетний Горацио, направленный служить на «Каркасс» в качестве старшины шлюпки.  Не сумев преодолеть дрейфующие льды у Семи островов, экспедиция была вынуждена повернуть назад, так и не достигнув Северного полюса. Однако Нельсон поразил всех своей храбростью, когда ночью, увидев белого медведя, схватил мушкет и погнался за ним, к ужасу капитана корабля. Медведь, напуганный выстрелом пушки, скрылся, а по возвращении на корабль Нельсон взял всю вину на себя. Капитан, ругая его, в душе восхищался храбростью молодого человека. Полярные приключения закалили героя, и он жаждал новых подвигов.
В 1773 году он стал матросом 1-го класса на бриге «Сихорс». Почти год Нельсон провёл в Индийском океане. В 1775 году он свалился с приступом лихорадки, его доставили на судно «Дельфин» и отправили к берегам Англии. Обратное плавание длилось более шести месяцев. Много позднее Нельсон вспоминал о некоем видении на пути из Индии: «Некий свет, нисходивший с неба, сверкающее светило, зовущее к славе и триумфу». По прибытии на родину его назначили на корабль «Вустер» четвёртым лейтенантом, то есть он был уже вахтенным начальником, хотя не имел ещё офицерского чина. Он нёс патрульную службу и сопровождал торговые караваны.

### Участие ввойне с американскими колониямии болезнь
Весной 1777 года Горацио Нельсон сдал экзамен на чин лейтенанта, по непотверждённым слухам, не без помощи своего всесильного дяди капитана Саклинга, который был председателем экзаменационной комиссии. Сразу же после удачно сданного экзамена он получил назначение на фрегат «Лоуэстоф», который отплывал в Вест-Индию. Офицерский тост перед отплытием: «За кровопролитную войну и сезон, несущий болезни!» Команда «Лоуэстофа» относилась к молодому лейтенанту с уважением и, когда он покидал фрегат, подарила ему на память шкатулку из слоновой кости в виде их фрегата. Нельсон перешёл на флагманский корабль «Бристоль» под командованием Паркера.
В 1778 году Нельсон стал коммандером и получил назначение на бриг «Беджер», охранявший восточный берег Латинской Америки. Служба по охране побережья была беспокойной, так как постоянно приходилось гоняться за контрабандистами. В один из дней стоянки «Беджера» в заливе Монтего внезапно загорелся бриг «Глазго». Благодаря действиям Нельсона команда брига была спасена.

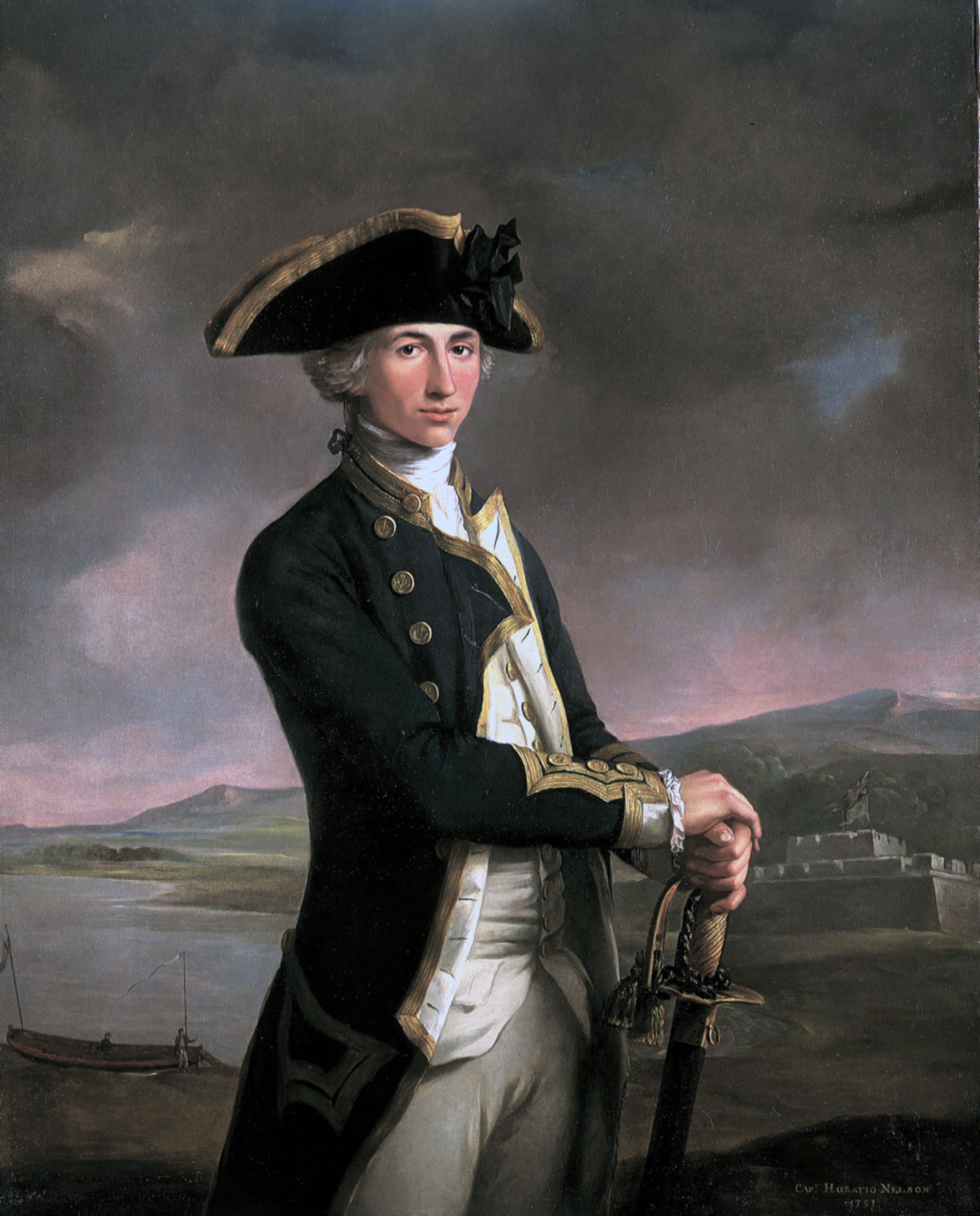
Капитан Горацио Нельсон. Работа художника Джона Фрэнсиса (Жана-Франсуа) Риго.

В 1779 году двадцатилетний Нельсон стал полным капитаном и получил под командование 28-пушечный фрегат «Хинчинбрук». В первом самостоятельном плавании у берегов Америки он захватил несколько гружёных судов, призовая сумма составила около 800 фунтов, часть этих денег он переслал отцу.
В 1780 году по приказу адмирала Паркера Нельсон покинул Ямайку и высадил десант в устье реки Сан-Хуан с целью захвата форта Сан-Хуан. Форт был взят, но без Нельсона, которому было приказано вернуться на Ямайку, что спасло ему жизнь, так как большинство матросов умерло от жёлтой лихорадки. Больной лечился от малярии в доме адмирала Паркера, где он был принят как сын. С первым судном Нельсон был отправлен лечиться в Англию. По приезде в курортный городок Бат он писал: «Я отдал бы всё, чтобы снова быть в Порт-Ройале. Здесь нет леди Паркер, а слуги не обращают на меня никакого внимания, и я валяюсь как бревно». Выздоровление шло медленно. Посетив брата Уильяма в Норфолке, он узнал о желании брата стать судовым священником. Это привело Горацио в ужас: он, как никто другой, зная морские нравы, осознавал, что это дело невероятно трудное и неблагодарное. Однако брат остался при своём мнении.

### Влюблённость
Вскоре последовало назначение на «Албемарль». Нельсон был отправлен в Данию, затем служил в Квебеке. Здесь он встретил свою первую любовь — 16-летнюю дочь начальника военной полиции Мэри Симпсон. Из его писем видно, что он никогда ещё не испытывал подобных чувств и не имел опыта в делах любовных. Он мечтал, что увезёт Мэри на родину и тихо заживёт с ней в сельском Норфолке: «Что мне флот и что мне теперь карьера, когда я нашёл настоящую любовь!» Однако, предаваясь мечтам, влюблённый даже не удосужился спросить Мэри о её чувствах к нему. Друзья уговорили его не делать пока предложения и проверить свои чувства, отправившись в Нью-Йорк — новый порт приписки «Албемарля». Здесь он познакомился с принцем Уильямом, будущим королём Англии Вильгельмом IV. Принц вспоминал: «Когда Нельсон прибыл в своём баркасе, он показался мне мальчиком в форме капитана».
В 1783 году взяв отпуск, он отправился с другом во Францию для изучения французского языка, и его неприятно удивила эта страна — вечный враг Англии. Там Нельсон влюбился в некую мисс Эндрюс, но взаимности от неё так и не добился. Он уехал в Лондон, откуда писал брату: «В Лондоне столько соблазнов, что жизнь мужчины уходит на них целиком». К удивлению многих, Нельсон захотел стать парламентарием и лоббировать интересы Адмиралтейства в парламенте, однако, когда первый лорд адмиралтейства предложил ему вернуться на службу, тот немедленно согласился — так с политикой было покончено. Ему предложили фрегат «Борей», который должен был нести дозорную службу в Вест-Индии. В штат судна Нельсону пришлось включить брата Уильяма, который так и не отказался от мысли нести Благую Весть морякам. У Порта Дил капитан узнал, что голландцы захватили 16 английских моряков, он отправил на борт голландского судна вооружённый отряд и открыл пушечные порты, моряки были отпущены и пополнили команду «Борея». В 1784 году фрегат вошёл в гавань острова Антигуа, его приводили в порядок и нагружали запасами. Между тем капитан успел познакомиться и влюбиться в Джейн Моутрей, жену представителя Адмиралтейства на Антигуа, вскоре же чиновника отозвали в Англию и вместе с ним отбыла его красавица жена. Брат Уильям, разочаровавшись в должности судового священника, запил и тяжело заболел, его пришлось отправить домой в Англию.

### Ссора с торговцами
Основной задачей Нельсона в Вест-Индии был контроль за соблюдением Навигационного акта, согласно которому в английские колониальные порты можно было ввозить товары исключительно на английских судах, таким образом английские купцы и судовладельцы получали монополию на торговлю и одновременно этот акт поддерживал британский флот.
После завоевания Соединёнными Штатами независимости американские суда стали иностранными и не могли торговать на тех же условиях, однако рынок сформировался, и американцы продолжали торговлю. Местные английские чиновники знали об этом, но молчали, так как получали весомый процент с контрабанды. Нельсон считал, если торговля американцев наносит ущерб Англии, она должна быть искоренена. Капитан и представить себе не мог, что с вест-индийской контрабанды кормились не только местный генерал-губернатор и командующий эскадрой, но также огромное количество лондонских чиновников. Так он приобрёл в столице множество высокопоставленных врагов. На Нельсона писали жалобы, однако король обещал ему свою поддержку в случае суда. 
Впоследствии он вспоминал: 

В бытность свою колонистами американцы владели почти всею торговлей от Америки до Вест-Индийских островов, а когда война закончилась, они забыли, что одержав победу, они стали иностранцами и теперь не имеют права торговать с британскими колониями. Наши губернаторы и таможенные чиновники делают вид, что по Навигационному акту у них есть право торговать, а население Вест-Индийских островов хочет того, что ему выгодно. Предварительно уведомив губернаторов, таможенников и американцев в том, что я собираюсь делать, я захватил множество судов, что и настроило против меня все эти группировки. Меня гнали от одного острова к другому, я подолгу даже не мог сойти на сушу. Но мои незыблемые моральные правила помогли мне выстоять, и когда в этой проблеме разобрались получше, я получил поддержку с родины. Я доказал, что должность капитана военного судна обязывает его соблюдать все морские законы и выполнять поручения Адмиралтейства.

### Женитьба

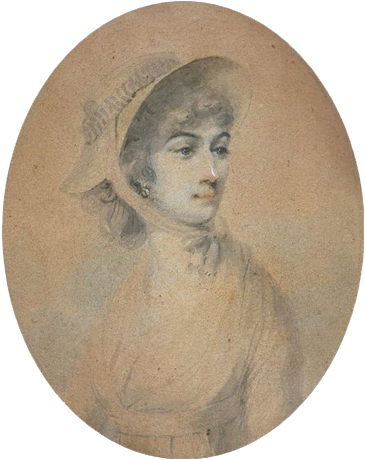
Леди Фрэнсис «Фанни» Нельсон (1758—1831), супруга адмирала.

Новый жизненный этап начался с того, что Нельсона попросили доставить на остров Барбадос племянницу Джона Герберта мисс Перри Герберт. По прибытии его пригласили в гости и там он впервые увидел вторую племянницу Герберта молодую вдову Фрэнсис Нисбет, родившуюся на острове Невис в 1758 году. В домашнем кругу её ласково именовали Фанни, от первого брака у неё был сын. Нельсон влюбился сразу: «У меня нет ни малейшего сомнения, что мы будем счастливой парой, а если не будем, то по моей вине». 11 марта 1787 года состоялась их свадьба.

### Французские революционные войны
В 1787 году Нельсон покинул Вест-Индию, отправившись домой. Фанни с сыном отбыли немного позднее. В 1793 году, с началом войны против Франции, Нельсон получил должность капитана линейного 64-пушечного корабля «Агамемнон» в составе Средиземноморской эскадры адмирала Сэмюэля Худа. В том же году он принял активное участие в боевых действиях под Тулоном. В июле 1794 года командовал десантом на Корсике и при осаде крепости Кальви получил осколочное ранение правого глаза песком и каменной крошкой. Его тут же перевязали и он вернулся в бой. Глаз он не потерял, но стал им плохо видеть.
В морских боях 13 и 14 марта 1795 года Нельсон проявил себя как способный командир корабля, уже хорошо владеющий приёмами морской тактики. В них его 64-пушечный «Агамемнон» захватил 80-пушечный французский линейный корабль «Ça Ira» и 74-пушечный «Censeur».
13 июля 1795 года отличился в морском сражении, принудив к сдаче французский корабль, намного превосходивший по мощи его собственный.
14 февраля 1797 года участвовал в сражении у мыса Сент-Винсент (крайней юго-западной оконечности Португалии). По собственной инициативе он вывел свой корабль из линейного строя эскадры и осуществил манёвр, имевший решающее значение для разгрома испанского флота. В момент атаки Нельсон воскликнул свой знаменитый девиз «Победа или Вестминстерское аббатство!». Два из четырёх захваченных англичанами испанских кораблей были взяты на абордаж под личным командованием Нельсона, получившего за этот бой рыцарский крест ордена Бани и чин контр-адмирала синего флага (синей эскадры).
В июле 1797 года при неудачной попытке захватить порт Санта-Крус-де-Тенерифе Нельсон потерял правую руку.

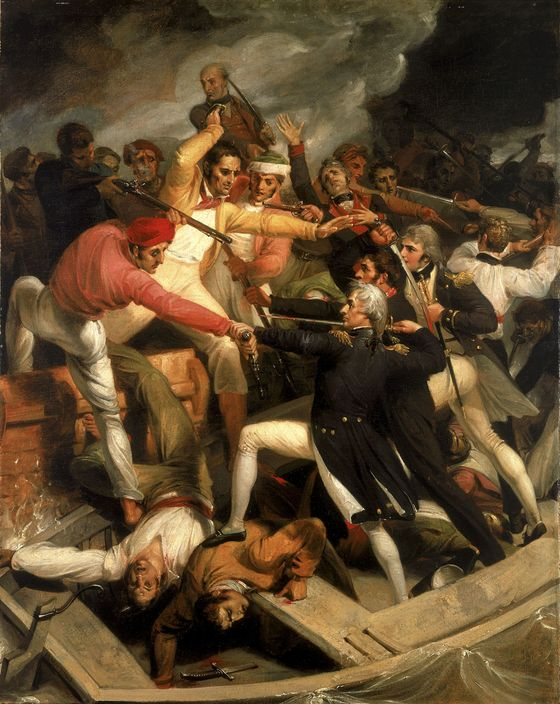
Худ. Ричард Уэстолл. Адмирал Нельсон в битве при Кадисе.
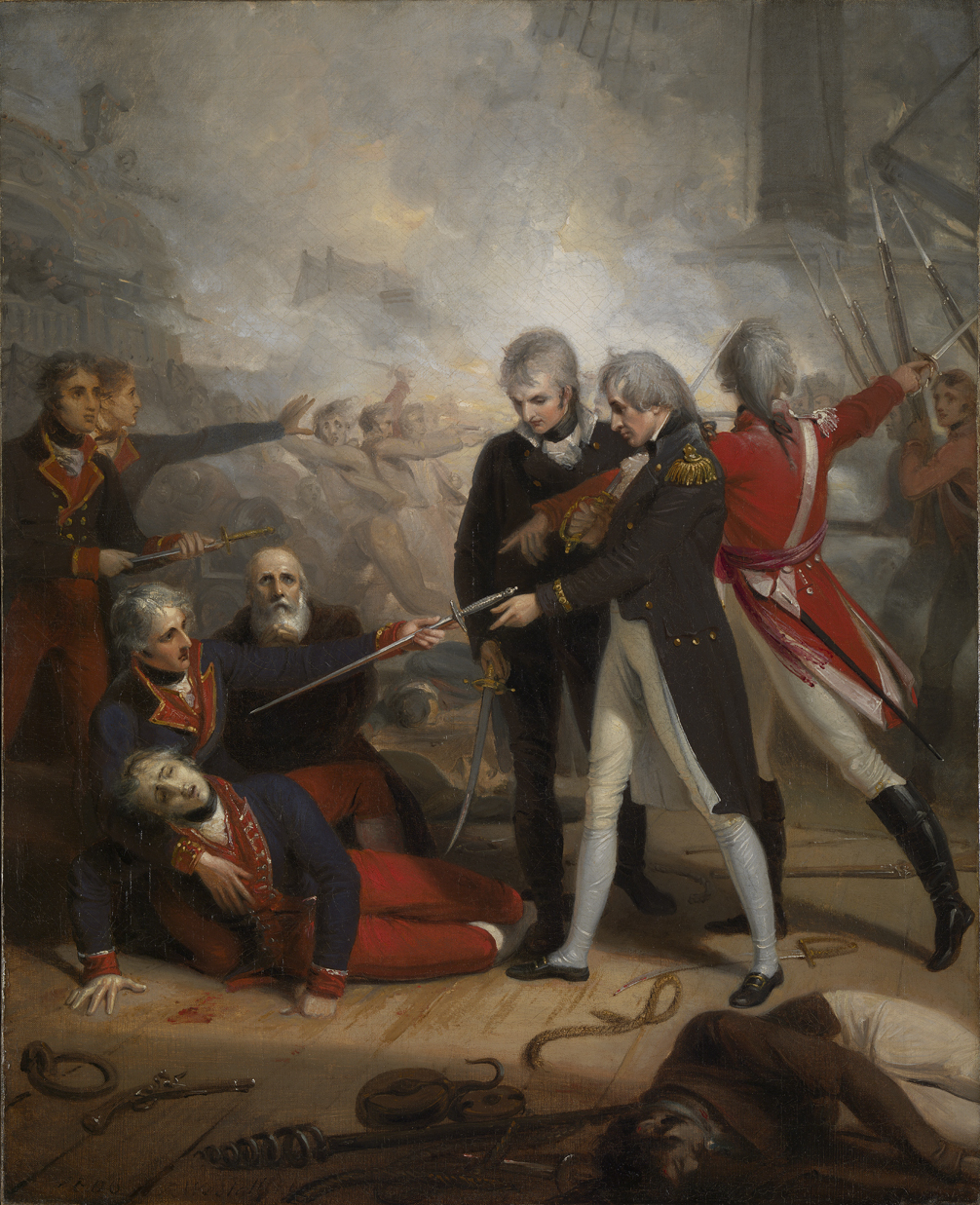
Худ. Ричард Уэстолл. Адмирал Нельсон принимает капитуляцию испанцев в битве у Сан-Висенте.
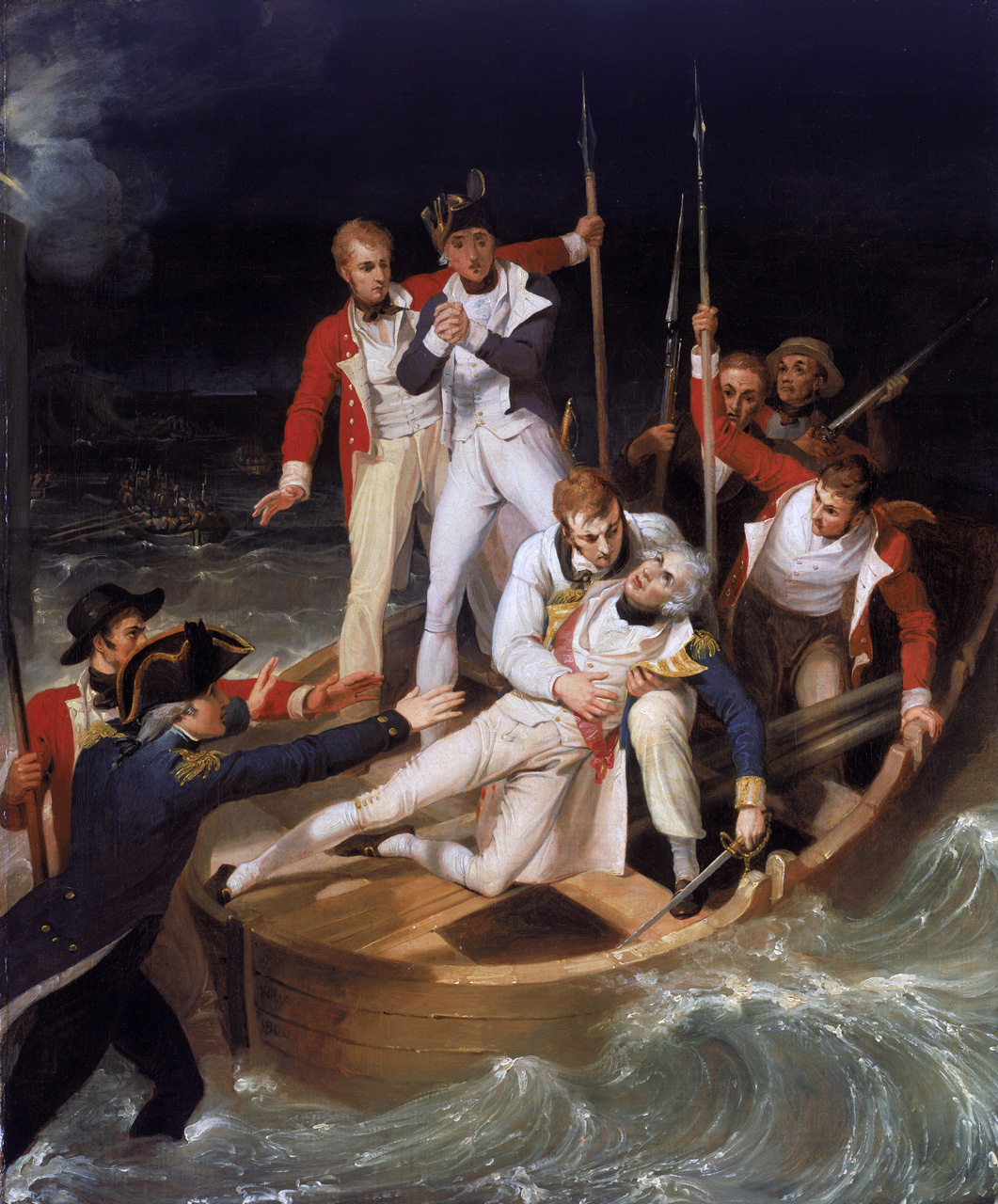
Худ. Ричард Уэстолл. Адмирал Нельсон в битве при Тенерифе.

### Наполеоновские войны

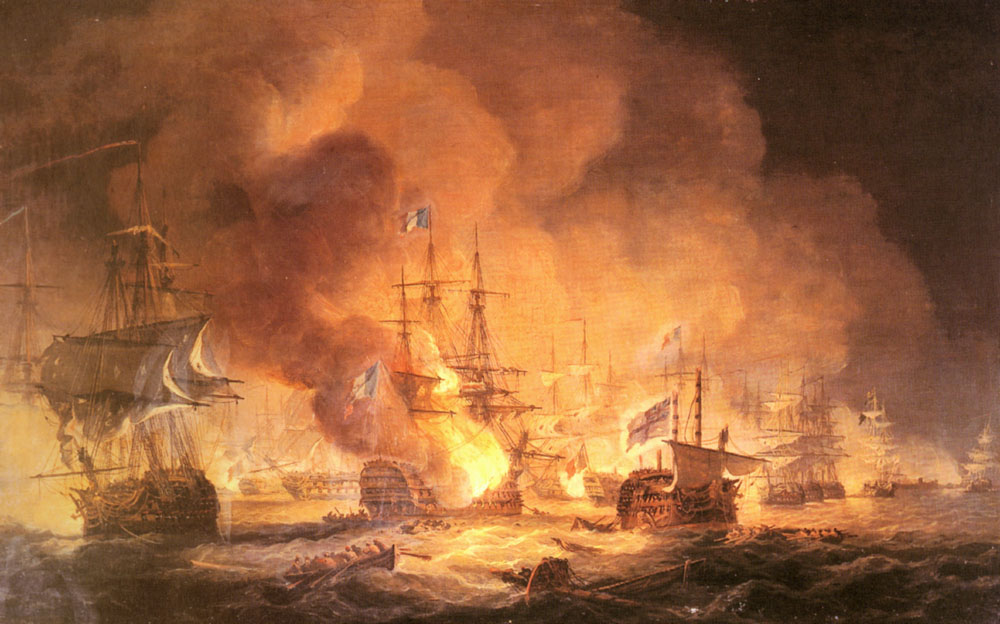
Худ. Томас Луни. Битва при Абукире.

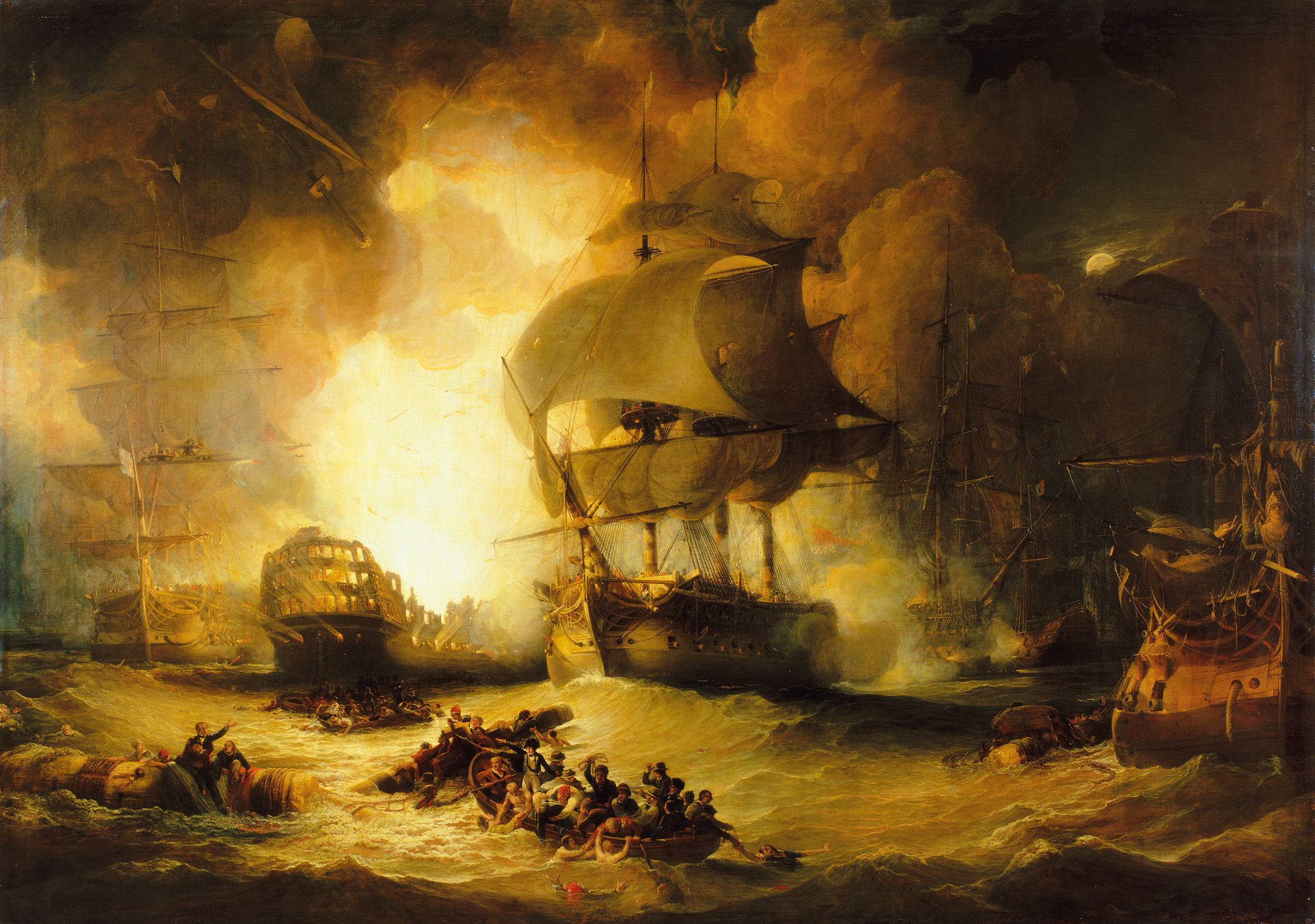
Разрушение французского флагмана «L’Orient» во время битвы при Абукире. КартинаДжорджа Арнальда из собрания Национального Морского музея в Гринвиче, Лондон.

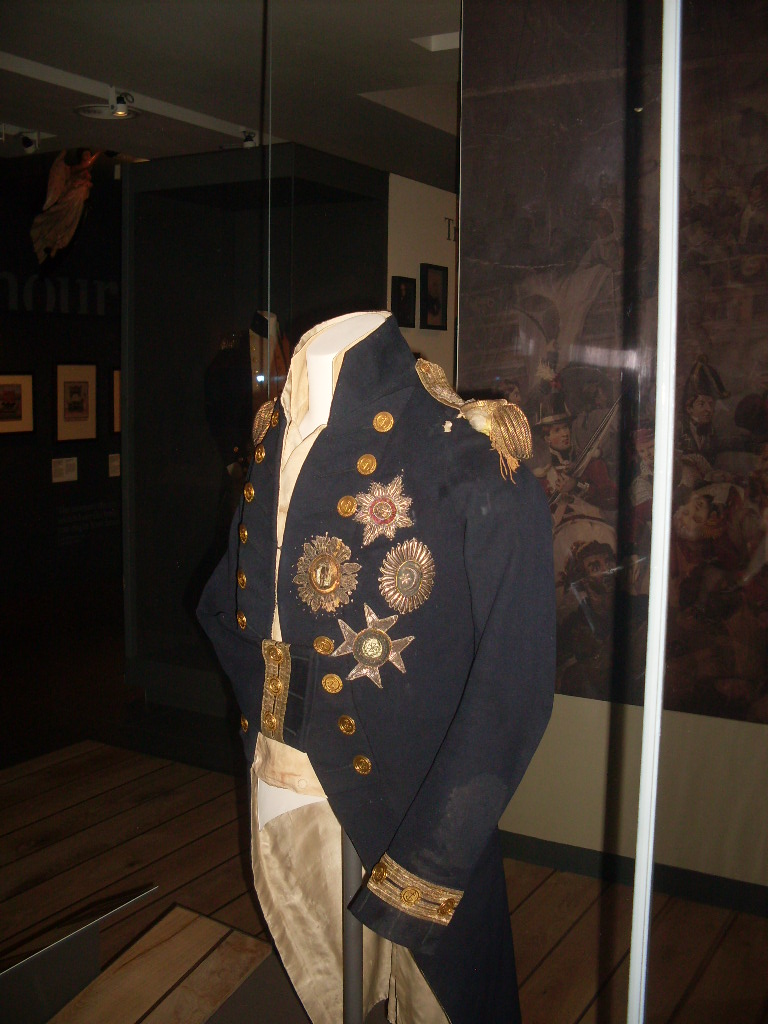
Мундир адмирала Нельсона в британском Национальном морском музее.

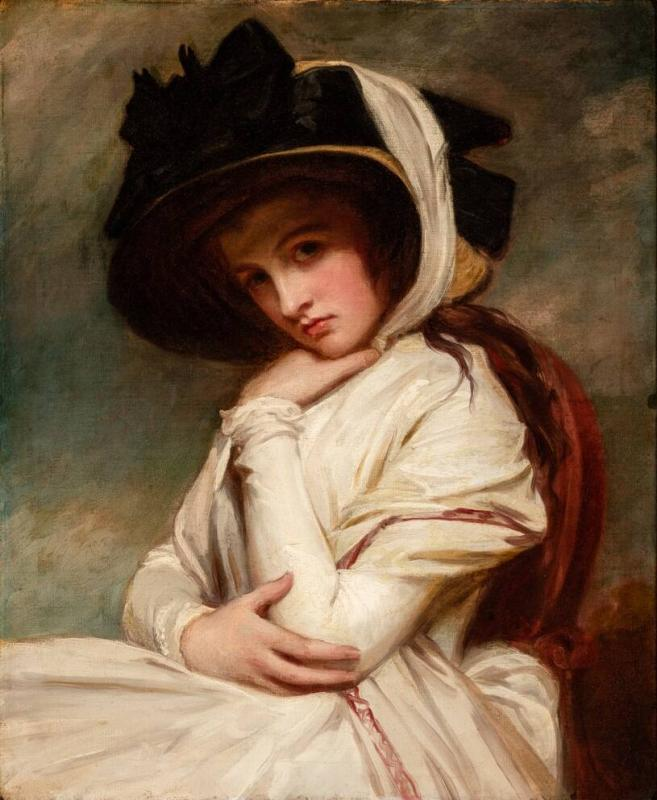
Худ. Джордж Ромни. Эмма Гамильтон, ок. 1782—1784 гг.

С 1798 года командовал эскадрой, направленной в Средиземное море для противодействия предпринятой Францией Египетской экспедиции 1798—1801. Английская эскадра не сумела помешать высадке французских войск в Александрии, однако 1—2 августа 1798 года Нельсону удалось разгромить французский флот при Абукире, отрезав армию Наполеона Бонапарта в Египте, сам Нельсон получил ранение в голову. В награду Георг III 6 октября 1798 года сделал Нельсона пэром — бароном Нельсоном Нильским и Бёрнем-Торпским. В августе 1799 года за восстановление Османского господства в Египте был награждён Султаном Селимом III орденом Полумесяца и пожалован челенком.
В Неаполе, куда Нельсон был послан для помощи Неаполитанскому королевству в борьбе с Францией, начался его роман с женой английского посла сэра Уильяма Гамильтона леди Эммой Гамильтон, развивавшийся на глазах у мужа Эммы и продолжавшийся до самой смерти адмирала. Эмма родила адмиралу дочь Горацию Нельсон. 
Помочь Неаполю Нельсон не успел, и город попал в руки французов. После освобождения Неаполя русской эскадрой адмирала Ф. Ф. Ушакова и капитуляции французского гарнизона Нельсон, несмотря на протесты русских союзников, запятнал своё имя жестокой расправой с французскими пленными и итальянскими республиканцами.

Если влияние Эммы Гамильтон и королевы Каролины сказалось, то несколько позднее (не в 1798, а в 1799 г.), и выразилось оно в позорящем память знаменитого английского адмирала попустительстве свирепому белому террору и даже в некотором прямом участии в безобразных эксцессах того времени.
Нельсон решил повесить адмирала Караччиоло, командовавшего флотом республиканцев. Он наскоро организовал военный суд и, побуждаемый своей любовницей леди Гамильтон, которая, собираясь уезжать, хотела обязательно присутствовать при повешении, приказал немедленно же исполнить приговор. Караччиоло был повешен в самый день суда 18 (29) июня 1799 года на борту линейного корабля «Minerva». Тело Караччиоло весь день продолжало висеть на корабле. «Необходим пример», — пояснял английский посол Гамильтон, вполне стоивший своей супруги.
— Е. В. Тарле
12 февраля 1799 года Нельсон был произведён в чин контр-адмирала красного флага.
В 1801 году Нельсон был 2-м флагманом в эскадре адмирала Хайда Паркера при действиях в Балтийском море и Копенгагенском сражении, за победу в котором 19 мая удостоен титула виконта Нельсона Нильского и Бёрнем-Торпского, а 4 августа — титула барона Нельсона Нильского и Хилбороского (с условием, позволившим близким родственникам унаследовать титул). Затем командовал эскадрой в Ла-Манше, которая была сформирована для противодействия Булонской флотилии французов. В 1803—1805 годах командовал эскадрой Средиземного моря, действовавшей против Франции и Испании. В сентябре 1805 года эскадра Нельсона заблокировала франко-испанский флот в Кадисе, а 21 октября разгромила его в Трафальгарском морском сражении, в котором Нельсон был смертельно ранен французским снайпером в первый день битвы, при наступлении на объединённые силы французского и испанского флота. Мушкетная пуля, выпущенная с расстояния 15 метров, пробила золотой эполет адмирала, прошла через плечо, раздробила позвоночник и пробила лёгкое, наполнив его кровью.
Тело Нельсона доставили в Лондон в бочке с ромом. Это обстоятельство породило миф, якобы моряки тайком от начальства через соломинки отпивали из этой бочки, что маловероятно, поскольку тело адмирала круглосуточно охраняли.
9 января 1806 года Горацио Нельсона торжественно похоронили в соборе святого Павла. Его семья получила щедрые пожалования: вдове, Фанни Нельсон (после 1800 года жившей отдельно от мужа) была назначена ежегодная пенсия в 2000 фунтов стерлингов, брат унаследовал титул лорда, получил 5000 фунтов стерлингов ежегодной пенсии и ещё 99 000 фунтов стерлингов на покупку имения, две сестры получили единовременное пособие в 15 000 фунтов стерлингов каждая. Эмма Гамильтон провела какое-то время в долговой тюрьме, и в 1815 году скончалась во французском городе Кале, где скрывалась от кредиторов. 

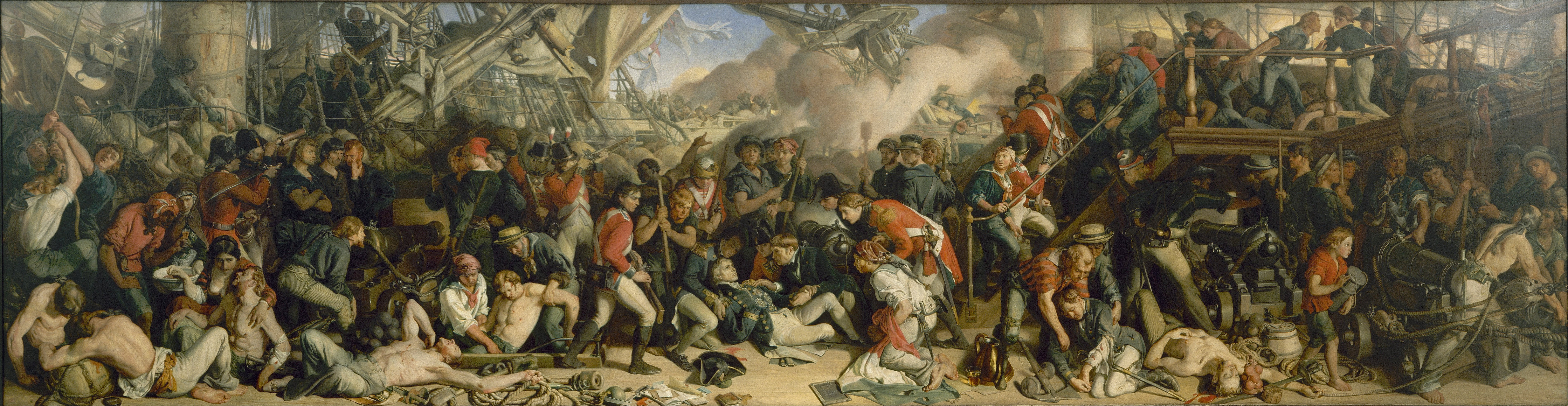
Худ. Дэниел Маклайз. Смерть адмирала Нельсона.

## Память
Горацио Нельсон изображён на британской почтовой марке 1982 года из серии Maritime Heritage (с англ. — «Морское наследие»), посвящённой знаменитым британским мореплавателям.
Памятники Нельсону установлены в Лондоне (Колонна Нельсона), Норвиче, Бристоле, Эдинбурге, Глазго, Дублине, Ливерпуле, Бирмингеме и Ярмуте, а также в Канаде и Барбадосе (Статуя Нельсона). 
Флагманский корабль Нельсона «Виктория» находится на вечной стоянке в Портсмутской гавани, ежегодно 21 октября на его борту отмечается день памяти адмирала.

## В культуре

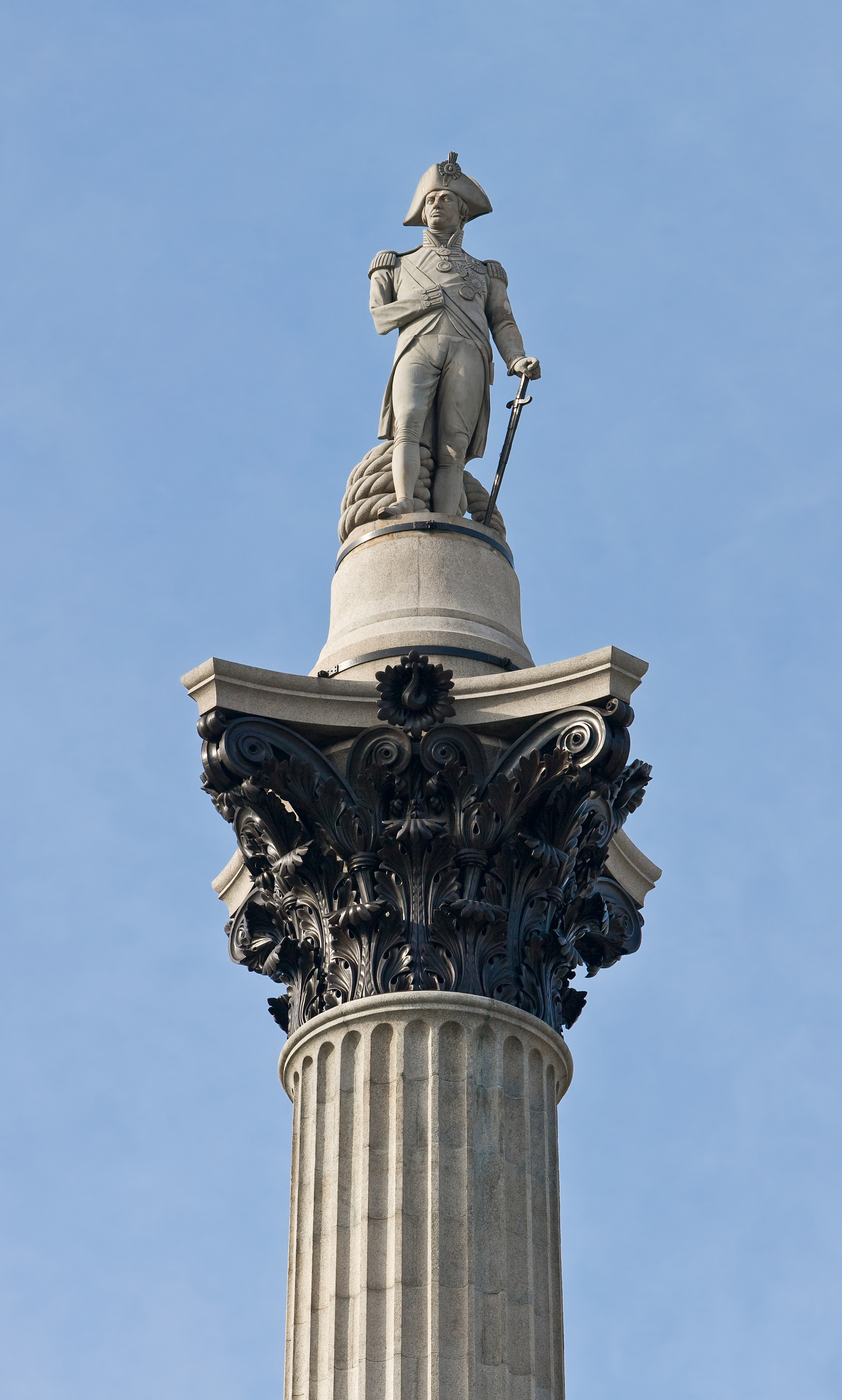
Колонна Нельсона на Трафальгарской площади в центре Лондона

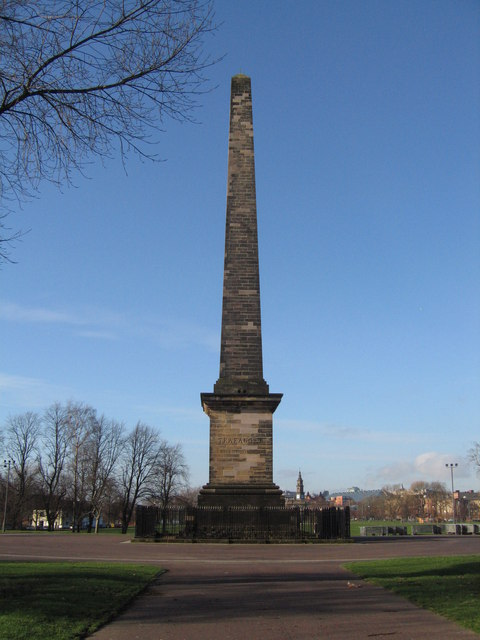
Обелиск Нельсону в шотландском городе Глазго.

Адмирал Нельсон является персонажем многих художественных произведений, в том числе романов Александра Дюма-отца «Луиза Сан-Феличе» и Марка Александровича Алданова «Чёртов мост». Главный герой цикла романов Патрика О'Брайана «Хозяин морей», вымышленный капитан британского флота Джек Обри  часто рассказывает о своих встречах с Нельсоном и очень ими гордится, стараясь подражать адмиралу.
В честь Горацио Нельсона австрийским композитором Йозефом Гайдном была написана месса. Месса исполнялась перед самим адмиралом, когда тот был в гостях у князя Эстергази, покровителя Гайдна, в его дворце в Айзенштадте. Это произведение, известное, как «Нельсон-месса» (нем. Nelson-Messe, d-moll, 1798), по оценке советского музыковеда Д. Локшина имеет светский, жизнеутверждающий характер. 
Нельсону посвящена, среди прочих, песня «Admiral over the Oceans» из альбома «Gods and Generals» («Боги и генералы») шведской пауэр-металл группы Civil War.
В художественных фильмах и сериалах роль адмирала Нельсона исполняли следующие актёры:
- «Трафальгарская битва» (1911) — Сидней Бутс
- «Нельсон» (1918) — Дональд Калтруп
- «Романс леди Гамильтон» (1919) — Хамберстон Райт
- «Леди Гамильтон» (1921) — Конрад Вейдт
- «Нельсон» (1926) — Седрик Хардвик
- «Наполеон» (немой, Франция, 1927) — Олаф Фьорд[англ.]
- «Божественная леди» (1929) — Виктор Варкони
- «Lloyd’s of London» (1936) — Джон Бартон и Дуглас Скотт
- «Леди Гамильтон» (1941) — Лоренс Оливье
- «Юный мистер Питт» (1942) — Стефен Хаггард
- «Tyrant of the Sea» (1950) — Лестер Мэттью
- «The Powder Monkey» (1951) — Эндрю Осборн / Ричард Лонгман
- «Адмирал Ушаков» (1953) — Иван Соловьев
- «Корабли штурмуют бастионы» (1953) — Иван Соловьев
- «Битва при Аустерлице» (1960) — Роланд Бартоп
- «Тритон» (1961) — Роберт Джеймс
- «Тритон» (1968), «Пегас» (1969) — Терри Скалли
- «Carry on Jack» (1963) — Джимми Томпсон
- «Le calde notti di Lady Hamilton» (1968) — Ричард Джонсон
- «Летающий цирк Монти Пайтона» (1970) — Эрик Айдл
- «Bequest to the Nation» (1973) — Петер Финч
- «The Duke of Wellington at Stratfield Saye» (1979) — Алан Пенн
- «Я помню Нельсона» / «I Remember Nelson» (1982) — Кеннет Колли
- «Наполеон и Жозефина» / «Napoleon and Josephine: A Love Story» (1987) — Николас Грейс
- «Blackadder’s Christmas Carol» (1988) — Филипп Поуп
- «Духи Альбиона» / «Ghosts of Albion» (2003—2004) — Энтони Дэниэлс
- «Луиза Санфеличе» (2004) — Йоханнес Зилбершнайдер
- «Trafalgar Battle Surgeon» (2005) — Роберт Линг
- «Адъютанты любви» (2005) — Александр Абдулов